# Mark Selby
Mark Anthony Selby (sinh ngày 19 tháng 6 năm 1983) là một cầu thủ snooker chuyên nghiệp người Anh từ Leicester. Anh là đương kim vô địch World Snooker, khi giành được danh hiệu lần thứ tư vào năm 2021, và là số 1 thế giới hiện nay.
Selby tham gia vòng thi đấu snooker chính chuyên nghiệp vào năm 1999 ở tuổi 16, đã chơi ở giải UK Challenge Tour năm 1998. Năm 2007, anh đoạt giải nhì sau John Higgins tại giải World Snooker Championship. Sau khi giành ba danh hiệu Masters trong năm 2008, 2010, và 2013, anh vô địch vào năm 2012, và giải vô địch thế giới vào năm 2014, anh trở thành cầu thủ thứ chín để giành chiến thắng tất cả các sự kiện Triple Crown snooker của ít nhất một lần. chức danh xếp hạng khác của ông bao gồm Welsh Open ở 2008, Shanghai Masters ở 2011, German Masters năm 2015, và China Open năm 2015.
Được biết đến là một người thi đấu cứng rắn, Selby cũng là người tạo nhiều break và đã có hơn 600 break thế kỷ trong sự nghiệp chuyên nghiệp của mình. Tên hiệu snooker của anh, "The Jester from Leicester", được bình luận viên snooker Richard Beare đặt theo Willie Thorne.
Selby cũng là một người chơi pool. Anh là vô địch thế giới pool tám banh WEPF và người vào chung kết giải vô địch pool Trung Quốc năm 2015..